# Suppin to Namida.
Singles de Maki Gotō
Sayonara 'Tomodachi ni wa Naritakunai no'
(2004) Ima ni Kitto... In My Life
(2006)
Suppin to Namida. (スッピンと涙。) est le 13e single en solo de Maki Gotō dans le cadre du Hello! Project, sorti en juillet 2005, son seul single de l'année.

## Présentation
Le single sort le 6 juillet 2005 au Japon sous le label Piccolo Town, écrit et produit par Tsunku. Il atteint la 9e place du classement de l'Oricon. Il se vend à 16 520 exemplaires la première semaine, et reste classé pendant 4 semaines, pour un total de 20 709 exemplaires vendus. Il sort aussi en format "Single V" (DVD), mais pas également en édition limitée contrairement aux précédents singles de Maki Goto ; les premières éditions contiennent cependant une carte de collection en bonus.
Comme celles des deux singles précédents, la chanson-titre du single n'est exceptionnellement pas composée par Tsunku, mais par le chanteur KAN. Elle sert de thème musical du drama Nanairo no Obanzai. Elle ne figurera que sur l'album compilation Maki Goto Premium Best 1 de 2005, puis sur la compilation Maki Goto Complete Best Album 2001-2007 de 2010. Elle est également enregistrée par Maki Goto dans une version en coréen sous le titre Thank You Memories, qui figure aussi sur la compilation Maki Goto Complete Best Album 2001-2007 et sur l'édition coréenne de la compilation Maki Goto Premium Best 1.

## Liste des titres
Toutes les paroles sont écrites par Tsunku.
| 1. | Suppin to Namida. (スッピンと涙。)                               | KAN / Shunsuke Suzuki & Tsunku | 4:37 |
| 2. | Moshimo Owari ga Aru no Nara (もしも終わりがあるのなら)          | Tsunku / AKIRA                 | 4:01 |
| 3. | Suppin to Namida. (instrumental) (スッピンと涙。 (instrumental)) | KAN / Shunsuke Suzuki & Tsunku | 4:37 |

| 1. | Suppin to Namida. (スッピンと涙。)                                     |  |
| 2. | Suppin to Namida. (Dance Shot Ver.) (スッピンと涙。 (Dance Shot Ver.)) |  |
| 3. | Making of (メイキング映像)                                             |  |